# Zona hadal
La zona hadal és una divisió de la zona pelàgica que equival a aquelles parts de l'oceà que es troben per sota dels 6000 m de fondària, la majoria dins d'una fossa marina. El seu nom prové del déu Hades, senyor dels regnes subterranis. S'han localitzat 46 zones hadals en els oceans, de les quals trenta-tres es troben dins de fosses marines, cinc tenen més de 10000 m de fondària i vint-i-sis s'ubiquen a l'oceà Pacífic. Tot i que suposen menys del 0,2% de la superfície dels fons oceànic, sumen gairebé la meitat de la seva profunditat total. La zona hadal més fonda, i probablement la més coneguda, és la de la Fossa de les Mariannes.
Les zones hadals es caracteritzen per manca de llum solar, que no arriba a tanta fondària i una elevada pressió, per la qual cosa les condicions per a la vida només permeten la proliferació d'organismes extremòfils. La temperatura oscil·la entre 1 i 4 °C, més elevada que a les zones polars. Aquest fet és provocat per la pressió, que escalfa l'aigua gradualment (un efecte observat des del 4500 m de fondària aproximadament).

## Éssers vius a la zona hadal
Existeix una gran varietat d'éssers vius a la zona hadal. La majoria són bentos, és a dir, viuen directament al fons marí, tant si són sèssils com si poden desplaçar-s'hi. S'alimenten de les substàncies orgàniques que provenen de zones superiors de l'oceà, l'anomenada neu marina. Malgrat això, s'han trobat productors primaris a partir del metà en fumaroles en algunes zones hadals. La neu marina pot arribar al fons i barrejar-se amb els sediments que formen la part superior de l'escorça. Els organismes excavadors furguen als sediments per poder accedir als nutrients. Altres animals actuen com a predadors d'aquests excavadors i al seu torn quan moren alimenten altres espècies com el cogombre de mar, completant-se així la xarxa tròfica com en altres ecosistemes. Als fons marins hi ha gran quantitat de bacteris que descomponen aquests organismes o les restes que cauen de dalt però no són directament comestibles, com trossos de parets cel·lulars o fragments de petxines. Els peixos només viuen fins a un 8500 m de fondària, però els invertebrats poden cobrir les parts inferiors de les fosses.

## Contaminació
Diverses missions han comprovat que la contaminació marina arriba a les zones de més fondària. Per exemple, la fossa de Puerto Rico va usar-se com a dipòsit de deixalles en la creença que no afectarien el medi ambient en submergir-se tan avall. La pràctica va acabar en 1978 però la brossa hi roman. D'altres, com la fossa de Kermadec, presenta una concentració d'agents contaminants similars a la de zones industrials pel desplaçament dels corrents marins.